# Anton Gino Domeneghini
Anton Gino Domeneghini (* 30. April 1897 in Darfo, Provinz Brescia; † 6. November 1966 in Mailand) war ein italienischer Werbefachmann und Filmanimator.

## Leben
Domeneghini kämpfte an der Seite von Gabriele D’Annunzio, einem der Ideengeber für den italienischen Faschismus, und wählte beruflich eine Laufbahn als Journalist und Werbetreibender. In letzterem Bereich wurde er bereits in den 1930er Jahren zu einer der einflussreichsten Personen Italiens. Er arbeitete zunächst für die US-amerikanische Agentur „Erwin Wasey & Co“ und dann für die IMA, dem Branchenführer im Italien der 1930er bis 1960er Jahre.
Während des Zweiten Weltkriegs nutzte Domeneghini, der immer ein Faible für Animationsfilme hatte und etliche Kurzfilme verantwortete, die Zeit ab 1942 zur Produktion und Realisation des schließlich 1949 erschienenen Die Rose von Bagdad, des ersten Zeichentrickfilms seines Heimatlandes. Er war nach Ende des Krieges nach England zur Farbbearbeitung gegeben worden, wurde bei den Filmfestspielen von Venedig 1949 vorgestellt und erhielt den Preis als bester Kinderfilm.

## Filmografie
- 1949: Die Rose von Bagdad (La rosa di Bagdad)